# واو معدوله
واو معدوله واوی‌ست در کتابت فارسی که نوشته می‌شود ولی خوانده نمی‌شود. مثلاً واو در کلمهٔ «خواندن» واو معدوله‌است؛ یعنی «خواندن» نوشته می‌شود ولی «خاندن» خوانده می‌شود. واوِ «خود» و «خویش» هم واو معدوله‌ است. این واو را به این دلیل معدوله می‌خوانند که از خواندنِ آن عدول می‌شود. 

## در زبان‌شناسی
«خو» نمایندهٔ واجی لبی‌ومَلازی بوده‌است که به‌صورت ترکیبی از «خ» و «و» [xʷ] تلفظ می‌شده‌است. این واج دیگر در فارسیِ معیار از میان رفته‌است، ولی هنوز در بعضی گویش‌های ایرانی باقی مانده‌است. واج «خو» را که از واج‌های کهن هندواروپایی‌ است، و به‌تبعِ آن، شیوهٔ خاص کتابتش را «خو»، در رسم‌الخط‌های پیش از اسلام هم ردیابی می‌توان کرد. مثلاً املای کلمهٔ «خواب» در پهلوی کتیبه‌ای به‌صورت     ‏ (hwab) است که دقیقاً متناظر با املای امروزینِ کلمه است.

## در زبان فارسی
از همان آغاز تکوین زبان فارسی دری، میان واو معدوله و واو عادی تفاوت می‌گذاشتند. شمس قیس رازی در کتاب المعجم این واو را به «واوِ اِشمام ضمه» بازخوانده‌است و در توضیح نام‌گذاری گفته‌است: «گویی حرکت ماقبل این واوات فتحه بوده‌است و به‌سبب واو، آن را بویی از ضمه داده‌اند و به‌سبب آن‌که ملفوظ [نیست]، از تقطیع ساقط دارند.»

### در شعر
در فارسیِ امروز، اگر پس از واو معدوله، «الف» یا «ی» نباشد، حرکت «خ» ضمه است، چنان‌که «خودپرست» به‌صورت «خُدْپَرَست» خوانده می‌شود. ولی در بسیاری از لهجه‌ها حرکت «خ» فتحه‌ است و در شعر هم فتحه باید خوانده شود. مثلاً در این بیتِ سعدی:
| مخنث که بیداد بر خود کند |  | از آن بهْ که با دیگری بد کند |

«خود» با «بد» قافیه شده‌است و طبعاً حرکتِ «خ» فتحه باید باشد.
و یا در این بیتِ سعدی:
| میازار موری که دانه‌کش است |  | که جان دارد و جان شیرین‌ خوش است |

«دانه‌کش» با  «خوش» قافیه هستند، و ازآنجایی‌که «دانه‌کش» در زبان پارسی،دانه‌کَش خوانده می‌شده، حرکت «خ» فتحه باید باشد.

## فهرست گزیدهٔ منابع
- رازی، شمس قیس (۱۹۰۹)، المعجم فی معاییر اشعار العجم، به کوشش به تصحیح محمد قزوینی.، بیروت: مطبعهٔ کاتولیکیهٔ آباء یسوعیین